# Мёртвые помнят
«Мёртвые по́мнят» (англ. «The Dead Remember») — рассказ ужасов Роберта Говарда, из цикла «Дикий юго-запад». Рассказ опубликован в 1936 году в старейшем американском журнале фантастики Argosy. На русском языке впервые опубликован в антологии 1990 года «Мёртвые мстят». В жанровой классификации произведение относится к «южной готике» и «чёрному вестерну», родоначальником которого является Аброз Гвиннет Бирс. Также входит в специфический журнальный субжанр «Weird menace» (Неведомая угроза) — остросюжетные детективные палп-рассказы 1930-40-х годов, связанные с расследованием загадочных происшествий.

## Персонажи и упоминаемые лица
- Джеймс А. Гордон — главное действующее лицо, ковбой из Техаса.
- Вильям Л. Гордон — брат главного героя, проживающий в Антиохии, штат Техас.
- Джон Элстон — старший ковбой, приказчик, руководитель группы техасских перегонщиков скота.
- Р. Дж. Блэйн — перекупщик скота в Додж-Сити.
- Джо Ричардс — ковбой из Техаса, погибший в результате несчастного случая.
- Миссис Дайк Уэстфолл — сестра Джо Ричардса, проживающая недалеко от города Сегин, штат Техас.
- Старый Джоэл — пожилой фермер-негр, проживающий недалеко от ручья Завалла-Крик, штат Техас.
- Изабель — жена Джоэла, квартеронка (четверть-негритянка), колдунья вуду.
- Полковник Генри — бывший хозяин Джоэла, крупный плантатор и рабовладелец.
- Стив Кирби — техасский ковбой из группы Джона Элстона.
- Дж. Дж. Конноли — скотопромышленник, владелец крупного ранчо в округе Гонзалес.
- Бэт Мастерсон — канзасский бандит.
- Майк Джозеф О'Доннелл — бармен в салуне «Большой шеф» в городе Додж-Сити.
- Сэм Граймс — шериф округа Форд, штат Канзас.
- Том Аллисон — кучер-извозчик компании «McFarlane & Company», посетитель салуна «Большой шеф».
- Гризли Гэллинс — канзасский охотник на бизонов.
- Дж. С. Ордли — коронер в городе Додж-Сити.
- Ричард Донован — помощник коронера.
- Эзра Блэйн — помощник коронера.
- Джозеф Т. Деккер — понятой.
- Джек Уилтшоу — понятой.
- Александр В. Вильямс — понятой.

## Географические объекты
- Антиохия — посёлок в штате Техас.
- Додж-Сити — город в штате Канзас, административный центр округа Форд. Неофициальная столица Дикого Запада.
- Завалла-Крик — река (ручей) на западе Техаса. На реке расположен одноимённый город в округе Энджелина.
- Ред-Ривер — округ на северо-западе штата Техас. Административный центр — Кларксвилл.
- Канейдиан — город на севере штата Техас, на границе с Оклахомой, административный центр округа Хэмпхилл.
- Сан-Антонио — крупный город на юге штата Техас, административный центр округа Бехар.
- Гонзалес — округ на юге штата Техас. Административный центр — Гонзалес.
- Форд — округ на юго-западе штата Канзас. Административный центр — Додж-Сити.

## Сюжет
Место действия — северные графства штата Техас и город Додж-Сити (штат Канзас). Время действия - октябрь-ноябрь 1877 года.

### Письмо Джеймса А. Гордона брату
В своём письме от 3 ноября 1877 года, адресованном Уильяму Л. Гордону в город Антиохия (штат Техас), главный герой рассказа, техасский ковбой Джеймс А. Гордон, находившийся на тот момент в городе Додж-Сити (штат Канзас), раскрывает детали двойного убийства на ферме в районе ручья Завалла-Крик (северный Техас), имевшего место в начале октября того же 1877 года. Из текста письма становится ясно, что до того как отправится с группой погонщиков скота в Додж-Сити с большим стадом коров, Джеймс А. Гордон, находясь в состоянии алкогольного опьянения, повздорил с фермером-негром Джоэлом. В результате бытовой ссоры и возникшей драки Гордон, в целях самообороны, застрелил негра из револьвера. На звук выстрела выбежала жена убитого, Изабель, про которую Джеймс А. Гордон знал, что она, по слухам, являлась ведьмой вуду. Изабель, вооружённая старинным кремнёвым мушкетом, пыталась застрелить Джеймса А. Гордона, но произошла осечка и тогда женщина попыталась проломить ковбою голову с помощью того же мушкета. Гордону, получившему травму головы, не оставалось ничего другого, как застрелить и Изабель. Перед тем как умереть, женщина произнесла фразу проклятья в адрес Джеймса А. Гордона.

«Ты убил Джоэла и меня убил, но, клянусь Богом, ты это сделал себе на беду. Запомни: большая змея, черное болото и белый петух. Мое проклятие будет тебя преследовать. Мы еще встретимся. Я приду к тебе, когда пробьет час»— Роберт Гордон «Мёртвые помнят»